# Храм Всех Святых (Синявское)
Церковь Всех Святых — один из храмов в селе Синявское, Ростовская область. Единственный храм на юге России, имеющий в квадратном сечении колокольню. Признан одним из старейших во всей Ростовской области.

## История
В 1793 в селе Синявское было начато строительство первой деревянной церкви. Окончание строительства и освящение нового храма во имя Трёх Святителей произошло в 1794 году. Клировые ведомости от 1801 года описывали эту церковь так: «основана она была на деревянных столбах, стены её камышовые, обмазанные глиной и покрыта лубом. При церкви находилось 108 приходских дворов, в них мужеского пола 323 и женского пола 307 душ малороссиян и 26 дворов 117 мужеского пола и 98 душ женского пола великороссиян».
В 1802 году, по причине обветшалости храма, местными властями было принято решение о постройке новой каменной церкви с тем же самым названием. В 1806 году прошло торжественное освящение нового храма. В 1863 году в хуторе Синявском было открыто церковно-приходского училища.
В 1917 году храм был разграблен и закрыт. В последующие годы он значительно обветшал.
После распада Советского Союза храм был возвращён Русской православной церкви и повторно освящен во имя всех Святых. В 18 мая 2006 года прошло празднование двухсотлетия храма.

## Настоятели
Первым священником как деревянного, так и нового каменного храма был малороссиянин о. Иоанн Покотилов. Нынешним настоятелем является священник Пантелеимон Шереметьев.